# 世界海事日
世界海事日是国际海事组织设立的纪念日，於每年9月的最後一個週四。
部分成員國另設國家海事日的日期，也可能與國際海事組織同天進行。
“世界海事日”最早出现在1978年，由于当年3月17日正值《国际海事组织公约》生效二十周年，1977年11月的国际海事组织第十届大会通过决议，决定今后每年3月17日为“世界海事日”，因此1978年3月17日成为第一个世界海事日。1979年11月，国际海事组织第十一届大会对此决议作出修改，决定具体日期由各国政府自行确立，考虑到9月的气候较适宜海事活动，目前改為每年9月的最後一個週四。
“世界海事日”旨在加强各国对海洋事务的重视，宣传海运安全、海洋环境保护等。每年的世界海事日，国际海事组织秘书长会在该组织总部发表演讲，各国也应在该日开展相关宣传活动。
2005年，中华人民共和国政府为纪念郑和下西洋600周年，决定将中国纪念世界海事日的具体实施日期定于每年的7月11日，并命名为“航海日”。中华民国政府则在1956年便已确立每年的7月11日为航海節。

## 近年日期
- 2019年9月26日[2]
- 2020年9月24日
- 2021年9月30日
- 2022年9月29日